# Domicià
Titus Flavi Domicià (llatí: Titus Flavius Domitianus; nascut el 24 d'octubre del 51 i mort el 18 de setembre del 96) fou emperador romà entre el 81 i el 96. Fill petit de Vespasià i de Flàvia Domicil·la, germà i successor de Tit. Havia rebut el títol de Cèsar, hereu de l'imperi, el desembre del 69, alhora que el seu germà, encara que només ell estava present a Roma, amb el seu oncle Flavi Sabí, que morí en l'incendi del Capitoli. Fou proclamat Princeps Iuventutis (Príncep de la Joventut), títol que conservà fins i tot després de la mort del seu pare el 79.
Amb Domicià, el Senat romà va intentar que els seus membres quedessin sostrets al judici de l'emperador. Per això Domicià es va fer nomenar censor perpetu, ja que era el censor qui determinava la composició del Senat (Claudi havia restablert les atribucions de la Censura al principi del seu govern). Les relacions amb el Senat van empitjorar, i l'hostilitat manifesta i permanent d'aquest cos cap a l'emperador va irritar Domicià, de caràcter recelós, orgullós i violent.
Va augmentar la paga dels legionaris, que va passar de 9 auris a 12 auris, cosa que, unida a les despeses en obres públiques dels seus antecessors i d'ell mateix, va desequilibrar les finances. Per això es va tornar de nou a la pràctica de fer-se instituir hereu pels rics i a la venda de càrrecs. Es va aplicar de nou la llei De Majestatis sobre ofenses a la persona de l'emperador, que feia anys que no s'aplicava, per confiscar els béns als condemnats. Malgrat tot, els impostos no van augmentar ni es van incrementar les exaccions.
La tensió amb el Senat romà va pujar de to; després d'una primera conspiració a la tardor de l'any 87, un general d'origen senatorial es va rebel·lar en la Germània Superior, però no va obtenir suports suficients.
L'any 92 Domicià va ordenar l'expulsió de tots els filòsofs per considerar-los subversius, i altres persecucions es van produir entre el 93 i el 96.
Va suprimir les Sportula i va tornar als àpats oferts al poble regularment. Va prohibir castrar els homes i va fixar un preu menor als eunucs que es venguessin. Va prohibir plantar a Itàlia noves vinyes, per excés de vinya i manca de blat, i a les províncies sols va permetre que subsistissin la meitat de les vinyes existents, si bé aquesta ordre va ser abandonada abans de complir-se. Va obligar els governadors provincials a una administració recta i justa. Va prohibir a les dones deshonrades l'ús de lliteres i les va privar del dret de rebre herències o llegats. Va castigar severament els incestos de les vestals (costum iniciat amb el seu pare), primer amb la mort, i després amb el suplici de ser enterrades vives. Va anul·lar els deutes d'una antiguitat superior a cinc anys, excepte si eren reclamats en el mateix any d'aquesta normativa, però si el reclamant perdia el cas, seria condemnat a la pena de desterrament. Va legalitzar l'ocupació de terres i les va convertir en propietat per dret de prescripció, encara que una part de les terres ocupades havien estat ja arrabassades per l'Estat per lliurar-les als veterans.
Durant el seu regnat, el mes de setembre va ser anomenat mes de Germànic (nom que havia adoptat l'emperador) i el mes d'octubre va ser anomenat mes de Domicià.
Va instituir els anomenats Agon Capitolinus o Jocs Capitolins, semblants als Jocs Olímpics, amb una freqüència quinquennal.
Va abandonar la Domus Aurea de Neró i va construir un nou palau a Roma, la Domus Augusti. Va ser assassinat el dia 18 de setembre de l'any 96 en una conspiració amb el seu conseller Parteni com a cervell de l'operació. Entre els conspiradors trobem a Titus Petroni Segon, que era un prefecte del Pretori (encarregats de la seguretat de l'emperador) i l'escriptor Suetoni menciona fins i tot gladiadors.
El Senat, mort Domicià, va nomenar emperador el vell senador i jurista Marc Cocceu Nerva.

## Biografia

### Ascendència

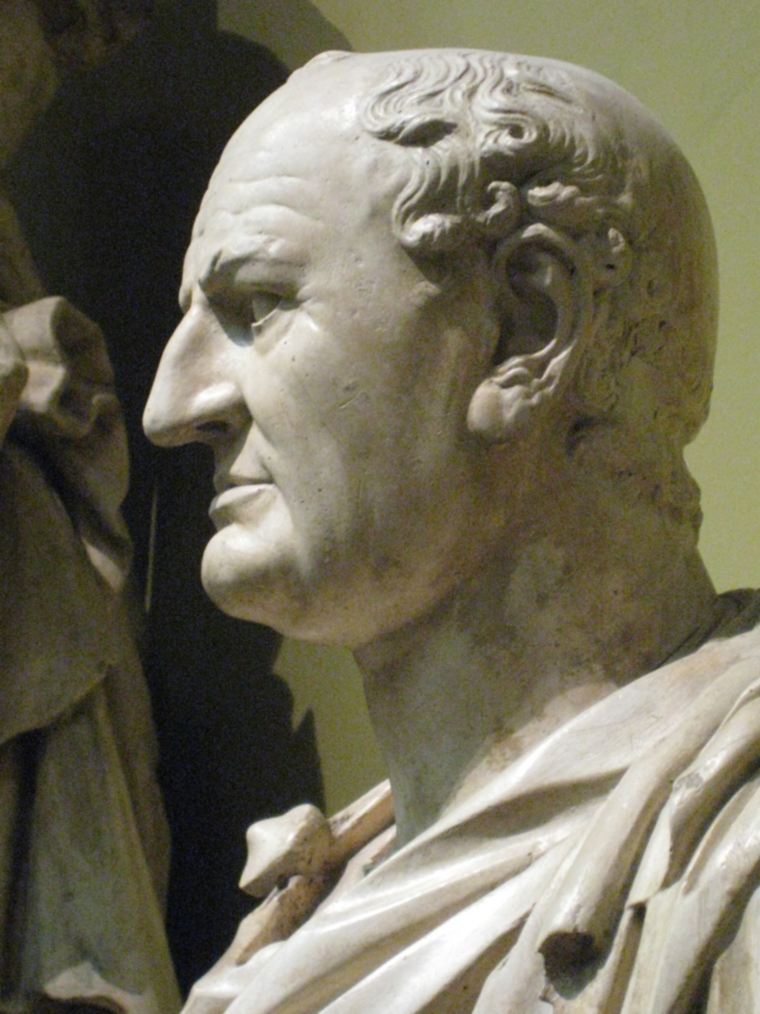
Bust de Vespasià, Museu Pushkin.

Els anys de la guerra civil durant el segle I aC  va contribuir en gran manera a l'ascens en el poder d'una nova noblesa italiana que va substituir gradualment l'antiga aristocràcia romana durant el segle i. Una de les famílies d'aquesta noblesa, els Flavians (gens Flavia), va aprofitar aquestes circumstàncies per començar el seu ascens a les més altes esferes de poder, en només quatre generacions, sota els regnats dels emperadors de la dinastia Julio-Claudia. El besavi de Domicià, Titus Flavius Petro, va servir com a centurió sota Pompeu durant la Segona Guerra Civil romana contra Juli Cèsar. La seva carrera militar, però, va acabar amb vergonya quan va fugir del camp de la Batalla de Farsàlia l'any 48 aC.
No obstant això, Petro va aconseguir assegurar-se el seu futur casant-se amb  Tertulla, la fortuna de la qual va permetre un ràpid inici de la carrera del seu fill Titus Flavius Sabinus, l'avi de Domicià. Aquest últim va augmentar encara més la fortuna de la família i probablement va arribar al rang eqüestre en esdevenir recaptador d'impostos de la província d'Àsia, aleshores banquer a Helvètia. En casar-se amb Vespasia Polla, es va aliar amb la prestigiosa família patricia dels Vespasians (gens Vespasia), garantint així l'accés al rang senatorial als seus fills Titus Flavius Sabinus i Vespasià.
Després de servir com a qüestor, edil i pretor, la carrera política de Vespasià va culminar amb el consolat sufecte l'any 51, l'any del naixement del seu fill Domicià. Com a comandant militar, Vespasià ràpidament va guanyar fama en participar en la invasió de Bretanya l'any 43.  Fonts antigues suggereixen que els flavis van viure en la pobresa durant la infància de Domicià, fins i tot afirmen que Vespasià va caure en desgracia amb els emperadors Calígula i Neró. Els historiadors moderns han rebutjat aquestes afirmacions, situant aquestes històries en context: propaganda posada en marxa pels mateixos flaus, amb l'objectiu d'insistir en el seu mèrit pels èxits obtinguts i de soscavar la fama dels dos emperadors.
Al contrari, tot fa pensar que els flaus es van beneficiar dels favors imperials entre els anys 40 i 60. Mentre Titus va ser educat en companyia de Britànic, Vespasià va continuar la seva carrera política i militar. Després de retirar-se de la vida activa durant la Dècada del 50, va tornar a tenir protagonisme sota Neró, servint com a procònsol de la província d'Àfrica el 63 i acompanyant l'emperador durant la seva visita oficial a Grècia el 66.
El mateix any, els jueus de la província de Judea es van aixecar contra l'Imperi Romà, en el que avui es coneix com la Primera Guerra Judeo-romana. L'exèrcit romà enviat per sufocar els disturbis és comandat per Vespasià. Això va situar el seu fill Titus –que mentrestant havia completat la seva formació militar– al capdavant d'una legió, al costat de Sextus Vettulenus Cerialis i Marcus Ulpius Traianus.

#### Genealogia ascendent
|  |                                                        |  |  |  |  |  |  |  |  |  |  |  |  |  |  |  |
|  | 8. Tit Flavi Petró (v. -75 - ap. v. -30) centurió      |  |  |  |  |  |  |  |  |  |  |  |  |  |  |  |
|  |                                                        |  |  |  |  |  |  |  |  |  |  |  |  |  |  |  |
|  |                                                        |  |  |  |  |  |  |  |  |  |  |  |  |  |  |  |
|  | 4. Tit Flavi Sabí (v. -35 - ap. 9) cavaller romà       |  |  |  |  |  |  |  |  |  |  |  |  |  |  |  |
|  |                                                        |  |  |  |  |  |  |  |  |  |  |  |  |  |  |  |
|  |                                                        |  |  |  |  |  |  |  |  |  |  |  |  |  |  |  |
|  | 9. Tertulla (v. -55 - ap. 9)                           |  |  |  |  |  |  |  |  |  |  |  |  |  |  |  |
|  |                                                        |  |  |  |  |  |  |  |  |  |  |  |  |  |  |  |
|  |                                                        |  |  |  |  |  |  |  |  |  |  |  |  |  |  |  |
|  | 2. Vespasià (17/11/9 - 23/6/79) August el 69.          |  |  |  |  |  |  |  |  |  |  |  |  |  |  |  |
|  |                                                        |  |  |  |  |  |  |  |  |  |  |  |  |  |  |  |
|  |                                                        |  |  |  |  |  |  |  |  |  |  |  |  |  |  |  |
|  | 10. Vespasius Pollio (v. -50 - ?) praefectus castrorum |  |  |  |  |  |  |  |  |  |  |  |  |  |  |  |
|  |                                                        |  |  |  |  |  |  |  |  |  |  |  |  |  |  |  |
|  |                                                        |  |  |  |  |  |  |  |  |  |  |  |  |  |  |  |
|  | 5. Vespasia Polla (v. -25 - ap. 9)                     |  |  |  |  |  |  |  |  |  |  |  |  |  |  |  |
|  |                                                        |  |  |  |  |  |  |  |  |  |  |  |  |  |  |  |
|  |                                                        |  |  |  |  |  |  |  |  |  |  |  |  |  |  |  |
|  | 1. Domicià                                             |  |  |  |  |  |  |  |  |  |  |  |  |  |  |  |
|  |                                                        |  |  |  |  |  |  |  |  |  |  |  |  |  |  |  |
|  |                                                        |  |  |  |  |  |  |  |  |  |  |  |  |  |  |  |
|  | 6. Flavius Liberalis (v. -10 - ?) escriba d'un qüestor |  |  |  |  |  |  |  |  |  |  |  |  |  |  |  |
|  |                                                        |  |  |  |  |  |  |  |  |  |  |  |  |  |  |  |
|  |                                                        |  |  |  |  |  |  |  |  |  |  |  |  |  |  |  |
|  | 3. Flàvia Domicil·la                                   |  |  |  |  |  |  |  |  |  |  |  |  |  |  |  |
|  |                                                        |  |  |  |  |  |  |  |  |  |  |  |  |  |  |  |
|  |                                                        |  |  |  |  |  |  |  |  |  |  |  |  |  |  |  |

### Joventut i caràcter

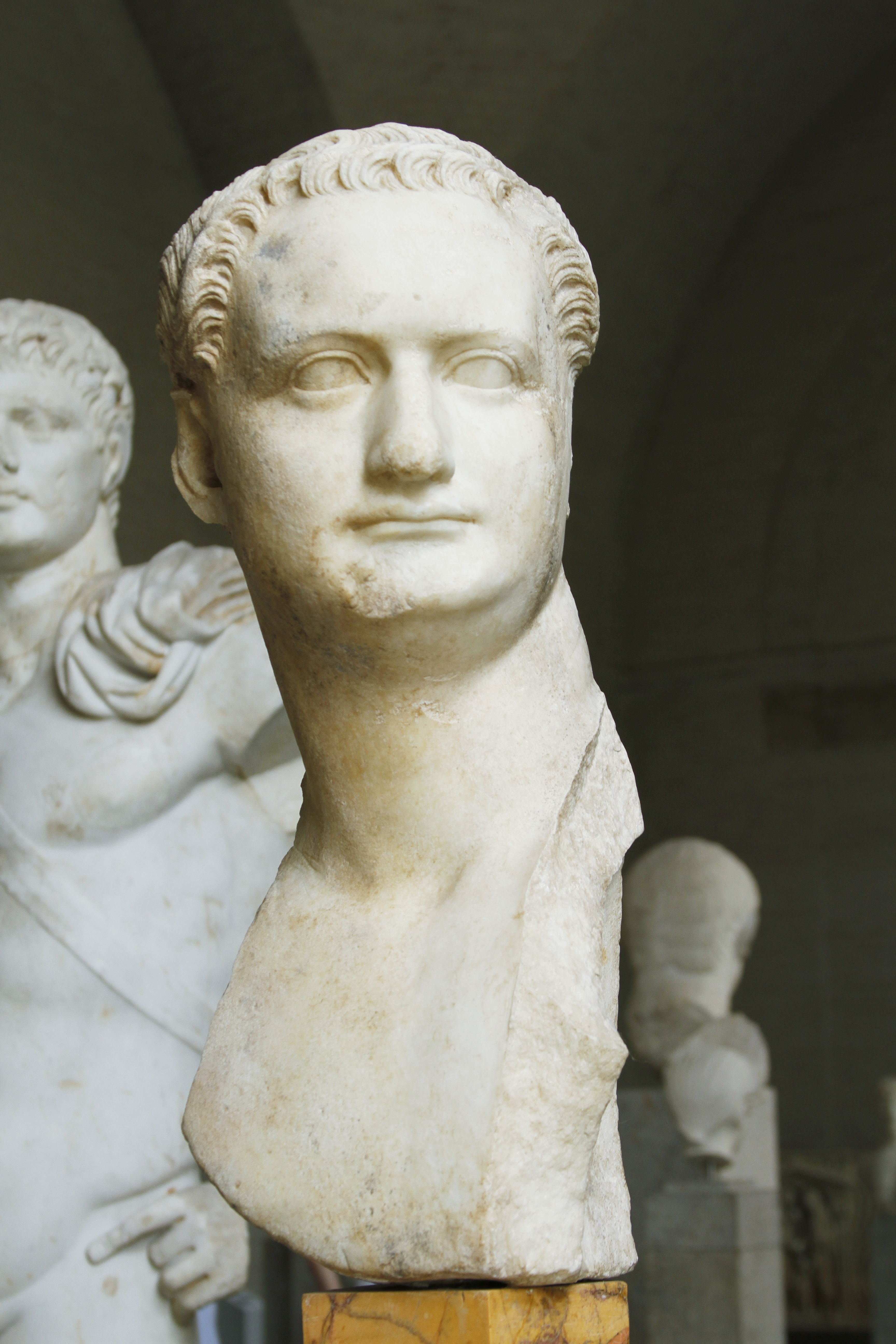
Bust de Domicià, Museus Capitolins.

Domicià va néixer a Roma el 24 d'octubre de l'any 51 (any 804 AUC). És el fill petit de Vespasià i Domitilla el Vell  Tenia una germana gran, Domitilla la Jove, i un germà, Titus. Però Domicià va passar gran part de la seva adolescència lluny dels seus éssers estimats, d'una banda arran de la mort de la seva mare i la seva germana, d'altra banda en el moment de la marxa del seu pare i el seu germà quan el aquest últim va prendre el comandament de l'exèrcit romà en les grans operacions militars de l'Imperi, a Germània i Judea. Durant la primera guerra jueu-romana, probablement va ser posat sota la protecció de Titus Flavi Sabí, aleshores prefecte de la Ciutat, i de Marcus Cocceius Nerva, fidel amic dels Flavi.
Va rebre l'educació típica d'un jove privilegiat pertanyent a la classe senatorial, estudiant Retòrica i literatura. En la seva biografia de Domicià, Suetoni testimonia la seva capacitat per citar de manera adequada grans autors i poetes com Homer o Virgili, i el descriu com un jove culte amb una conversa elegant . Les seves primeres publicacions van ser poemes i escrits sobre lleis i administració. A diferència del seu germà Titus, Domicià va ser educat fora de la cort. Es desconeix si va rebre una educació militar, però Suetoni especifica que va manejar l'arc amb destresa.
Mentre el seu pare i el seu germà es troben a Judea, aquest no té els mitjans per deixar-li una renda suficient. Aleshores Suetoni el descriu com una persona realment indigent. En la inestabilitat política que regnant llavors a Roma, Domicià va oferir de vegades el seu cos a aristòcrates rics perquè actuessin com a protectors.
Pel que fa a la personalitat de Domicià, la descripció de Suetoni alterna, d'una banda, un emperador-tirà, pobre físicament i intel·lectualment, i, de l'altra, una personalitat refinada i un home intel·ligent. Elaborar un retrat realista de Domicià ha estat sempre un exercici perillós, pel biaix introduït pels fragments de textos antics que ens han arribat. Sembla que li mancava el carisma natural del seu pare i germà. S'apressa a sospitar de les persones que l'envolten, utilitza un estrany sentit de l'humor es converteix en autocrítica- i sovint es comunica d'una manera enigmàtica.
Aquest costat ambigu de la seva personalitat s'agreuja per la distància dels seus familiars. A mesura que va créixer, va mostrar un pronunciat gust per la solitud, que probablement va heretar de la seva joventut aïllada: cap als 18 anys, tots els seus éssers estimats morien en guerra o per malaltia. Després d'haver viscut la major part de la seva joventut durant la decadència del regnat de Neró, els seus anys d'estudiant es van veure molt influenciats per l'agitació política de la dècada de 1960, que va culminar amb la guerra civil del 69 que va veure la seva família pujar al poder. Aquest gust per la solitud es transforma gradualment en misantropia. Durant el seu regnat, Domicià es va aïllar amb freqüència al seu domini a les muntanyes d'Alban, on es dedicava a exercicis de caça i tir amb arc.

### Condició física
Suetoni fa la següent descripció de Domicià, presentant el seu físic als 18 anys i en els seus últims anys:
| «                                     | Domicià és alt, la cara coberta d'un modest rubor, els ulls grans però febles. A més, el seu exterior és bonic i agradable, sobretot en la seva joventut; Tanmateix, els seus dits dels peus són massa curts. Més tard es queda calb, li creix la panxa i les cames, arran d'una llarga malaltia, perden molt de pes. | » |
| — Suetoni, Vida de Domicià, xviii, 1. | |   |

El retrat deixa una impressió de vigor físic recordant la bellesa que Suetoni assenyala a Titus, així com la calvície de Vespasià. Sobre aquest tema, Domicià sembla molt sensible i més tard intenta amagar el seu crani sota perruques. Segons Suetoni, fins i tot va escriure un llibre sobre la calvície per a un amic: Sobre el manteniment del cabell. Va ser anomenat pel poeta satíric Juvenal el  Neró calb (et caluo seruiret Roma Neroni).

## L'arribada dels Flavis al poder

### L'any dels quatre emperadors
El 9 de juny del 68, sota la pressió del Senat i de l'exèrcit, Neró es va acabar suïcidant, posant fi a la dinastia Julio-Claudia. Es va produir un període de caos que va provocar una brutal guerra civil coneguda com l'Any dels quatre emperadors durant el qual quatre generals romans (Galba, Otó, Vitel·li i Vespasià) es van succeir al capdavant de l'Imperi.

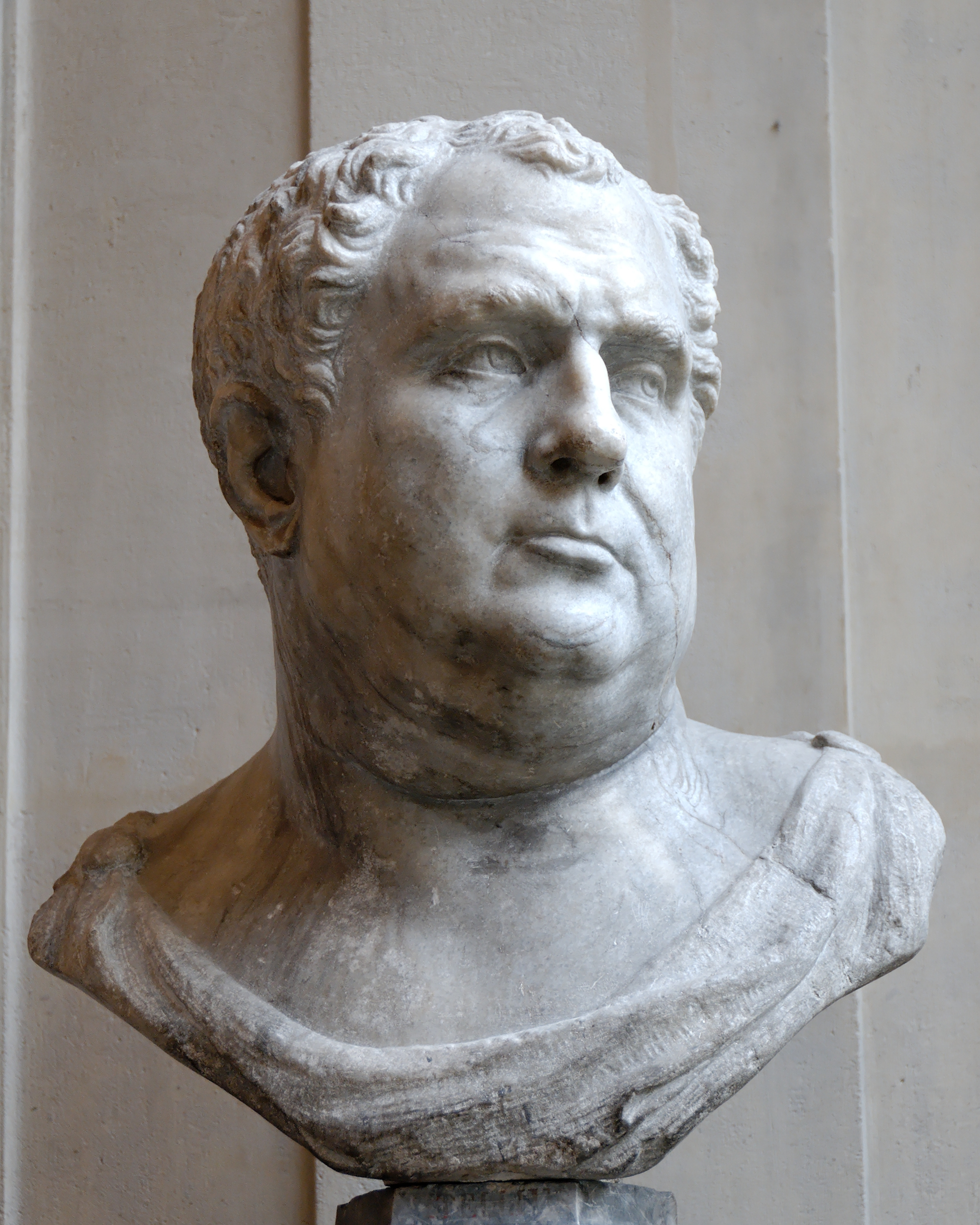
Presum bust de Vitel·li, museu del Louvre

Quan la notícia de la derrota d'Otó contra Vitel·li a Bedriacum va arribar als exèrcits de Judea i Egipte l'1 de juliol de 69, van proclamar emperador Vespasià. Va acceptar el títol i es va aliar amb Caius Licini Mucianus, el governador de Síria. Les legions de Judea i Síria, comandades per Mucià, marxen cap a Roma. Mentrestant, Vespasià va anar a Alexandria i va deixar el seu fill Titus per completar la campanya contra els rebels jueus.
A Roma, Vitel·li va fer posar a Domicià sota arrest domiciliari, mantenint-lo a prop d'ell com a possible ostatge. El suport de l'exèrcit a Vitel·li es va afeblir i les legions de tot l'Imperi es van unir gradualment a la causa de Vespasià. El 24 d'octubre de 69, les tropes de Vitel·li i Vespasià es van enfrontar durant la segona batalla de Bedriacum durant la qual les tropes de Vitel·li van ser aixafades .
Desesperat, aquest últim intenta negociar la seva rendició. Vitel·li va acceptar els termes imposats per Vespasià i el seu germà gran Titus Flavius Sabinus, inclosa la seva abdicació voluntària, però els soldats de la Guàrdia Pretoriana van considerar vergonyosa aquesta abdicació i van impedir que Vitel·li compleixi els seus compromisos. El matí del 18 de desembre, l'emperador semblava estar preparat per dipositar les insignes del poder al Temple de la Concòrdia, però va tornar al seu palau abans de completar la cerimònia. En la confusió que es va produir, els senadors es van reunir a casa de Sabino i van proclamar emperador Vespasià. Són molt ràpidament dispersats per les cohorts que romanen lleials a Vitel·li que s'enfronten al combat contra l'escorta de Sabinus. Aquest últim es va veure obligat a retirar-se al turó del Capitoli.
Durant la nit, s'acompanyen els seus éssers estimats, inclòs Domicià. Els exèrcits de Mucià s'acosten a Roma, però els partidaris de la Dinastia Flàvia no aguanten més d'un dia. El 19 de desembre, els partidaris de Vitel·li van incendiar el Capitoli. Sabi és capturat i executat. Domicià va aconseguir escapar-se disfressant de sacerdot d’Isis i va passar la nit següent refugiant-se amb un partidari del seu pare.
Vitel·li va ser assassinat durant la tarda del 20 de desembre i les seves tropes van ser derrotades per les legions de Mucià. Ja no tement per la seva persona, Domicià va venir a trobar-se amb les legions que el van rebre amb el títol de Cèsar i el van escortar a casa del seu pare. Probablement va ser l'endemà, 21 de desembre, que el Senat va proclamar oficialment l'emperador Vespasià. 

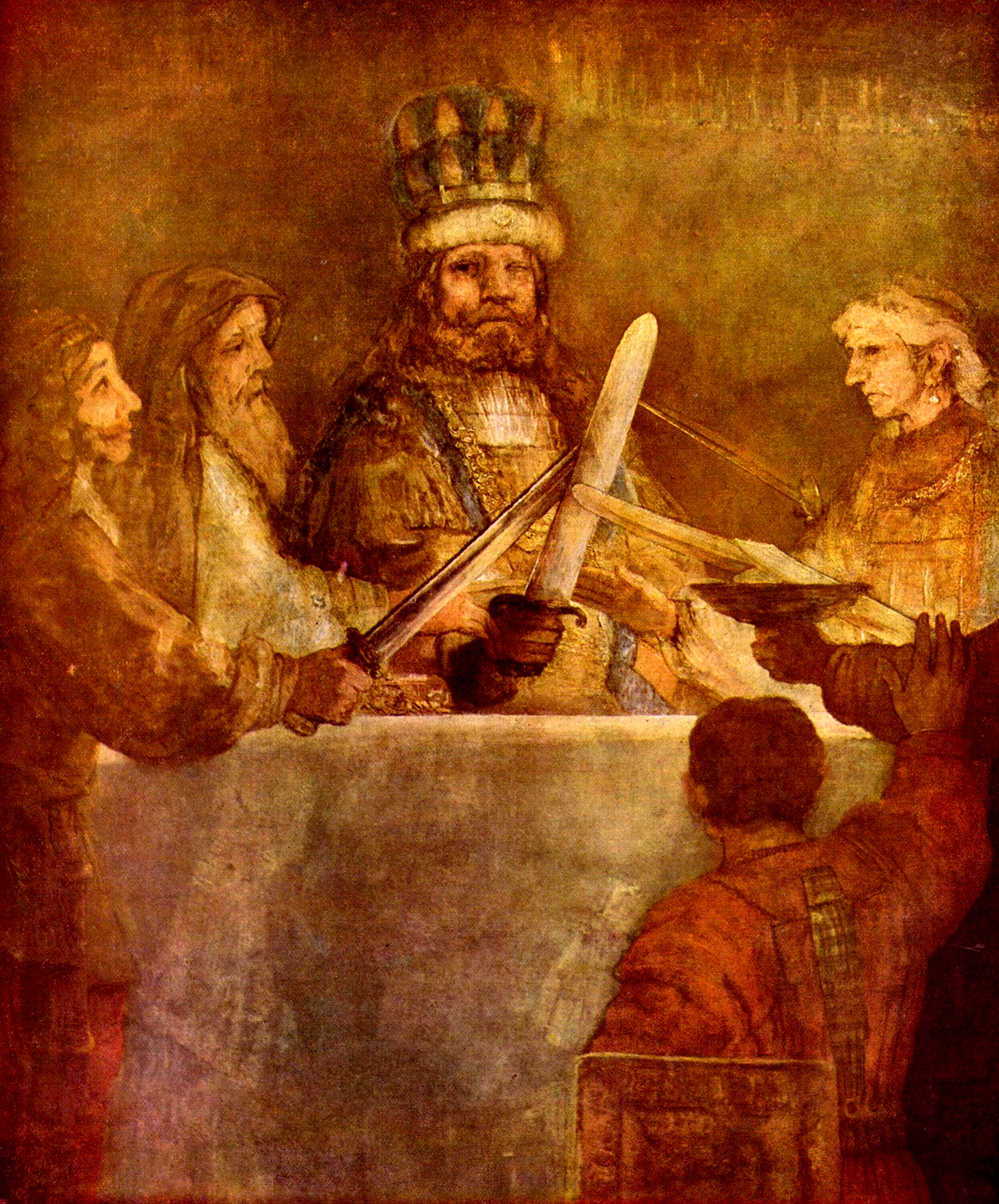
Detall de la conspiració batava de Rembrandt, 1662.

Tot i que la guerra havia acabat, l'anarquia encara va imperar a la ciutat durant uns dies. L'ordre va ser restaurat progressivament per Mucià a principis de l'any 70, però Vespasià no va entrar a Roma fins al setembre, Mentrestant, Domicià s'asseu al Senat com a representant dels Flavians. Va rebre el títol de Cèsar, va ser nomenat pretor amb poder consular i va rebre el títol de Princeps iuventutis.
L'historiador Tàcit descriu el primer discurs de Domicià davant el Senat com a breu i mesurat, assenyalant la seva habilitat per evadir preguntes inquietants . Tanmateix, l'autoritat de Domicià, purament teòrica, fa pensar quina serà la seva funció durant els propers deu anys. De fet, en absència de Vespasià, és Mucià qui ostenta el poder real, i assegura que Domicià, que només té 18 anys, no transgredeixi els límits de la seva funció. Es va mantenir un control estricte sobre el seu entorn, deixant de banda generals com Arrius Varus i Antonius Primus, a favor d'homes més segurs com Arrecinus Clemens.
Mucià també frena les ambicions militars de Domicià. La guerra civil va desestabilitzar seriosament les províncies, provocant aixecaments locals com la revolta dels Bàtaus a la Gàl·lia. Els auxiliars bàtaus de les legions del Rin, dirigits per Caius Julius Civilis, es van revoltar amb el suport dels Trèvers de Juli Clàssic. En resposta, set legions van ser enviades des de Roma, comandades per Quint Petilio Cerialis, cunyat de Vespasià.
Tot i que la revolta es va reprimir ràpidament, van arribar informes alarmants a Licini Mucià que va decidir muntar una expedició de reforç de la qual va prendre el lideratge. Domicià va veure oportunitats per a la glòria militar i es va unir a l'expedició amb la intenció d'aconseguir el comandament d'una legió. Segons Tàcit, Mucià no estava content amb la participació de Domicià, però sembla que preferia tenir-lo al seu costat en lloc de deixar-lo sol a Roma .
Quan la notícia de la victòria de Cerial sobre Civilis va arribar a Mucià, aquest va dissuadir a Domicià de continuar les operacions. Aleshores, Domicià va demanar a Cerial que lliuris el comandament de les seves tropes, però va ignorar la seva petició. Quan Vespasià va tornar a finals de setembre, Domicià va trobar un paper polític menor i va preferir retirar-se per dedicar-se a les arts i la literatura.

### Aliances matrimonials

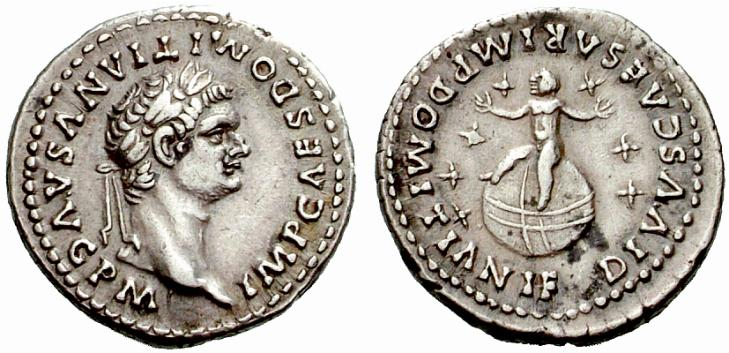
Denari celebrant la divinització del difunt fill de Domicià.

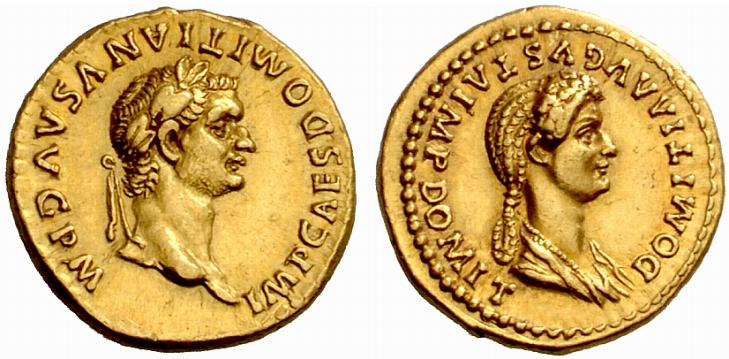
Aureus va colpejar l'any 83. Domitia apareix al dors amb el seu títol honorífic d'Augusta

Mentre un Domicià decebut va posar fi temporalment a la seva carrera política i militar, va gestionar la seva vida privada amb més èxit. L'any 70, Vespasià va intentar arreglar un matrimoni dinàstic entre el seu fill petit i la filla de Titus, Júlia Flàvia. Però l'atenció de Domicià va cristal·litzar en Domícia Longina, fins al punt que va persuadir el seu marit, Lucius Aelius Lamia, de divorciar-se d'ella perquè es pogués casar amb ella. 
Malgrat les seves accions temeràries, el matrimoni resulta beneficiós per a ambdues famílies. Domitia Longina és la filla petita de Gneu Domici Corbuló, un respectat general i polític que es va veure obligat a suïcidar-se després de la fallida conspiració de Pisó contra Neró l’any 65. Aquest nou matrimoni restableix vincles amb l'oposició senatorial i resulta útil per a la propaganda flavia que pretén oblidar els èxits polítics de Vespasià sota Neró i que insisteix en els vincles amb Claudi i Britànic.
L’any 80, Domicià va donar a llum l'únic fill conegut de Domicià. El seu nom es desconeix i va morir molt jove l’any 83.  Poc després de la seva pujada al tron, Domicià va atorgar el títol honorífic d'Augusta. Domícia i va divinitzar el seu fill que apareix al dors de les monedes. El sindicat sembla haver passat per una crisi important l’any 83 des que Domicià va exiliar Domícia, abans de tornar-la a recordar poc després. Es desconeixen els motius de l'exili, però poden estar relacionats amb el rumor que Domiciano va tenir una aventura amb Júlia Flàvia,  a la mort del seu fill. tret que culpi a la seva dona per la seva incapacitat per donar-li un altre hereu masculí.
Cap a l’any 84, Domícia va tornar al palau imperial  on va romandre fins al final del regnat del seu marit, sense més incidents . Poc se sap de les seves activitats com a emperadriu o la seva influència amb Domicià, però el seu paper sembla haver estat limitat. Suetoni només ens diu que va acompanyar el seu marit a l’amfiteatre.

### A l'ombra de Titus
Abans de fer-se emperador, el paper de Domicià en el govern dels flaus va romandre en gran part cerimonial. El juny del 71, mentre Titus tornava victoriós de la Guerra de Judea, el Senat li va concedir un triomf. El dia de les festes, la família Flavia va entrar a Roma a cavall, precedida d'una cercavila portant el botí de guerra . La processó familiar és encapçalada per Vespasià i Titus, mentre que Domicià, sobre un cavall blanc ben arrelat, segueix amb els familiars de la família. Els líders de la resistència jueva van ser executats al Fòrum Romà, després la processó va acabar al Capitoli on es van oferir sacrificis religiosos als peus del temple de Júpiter.

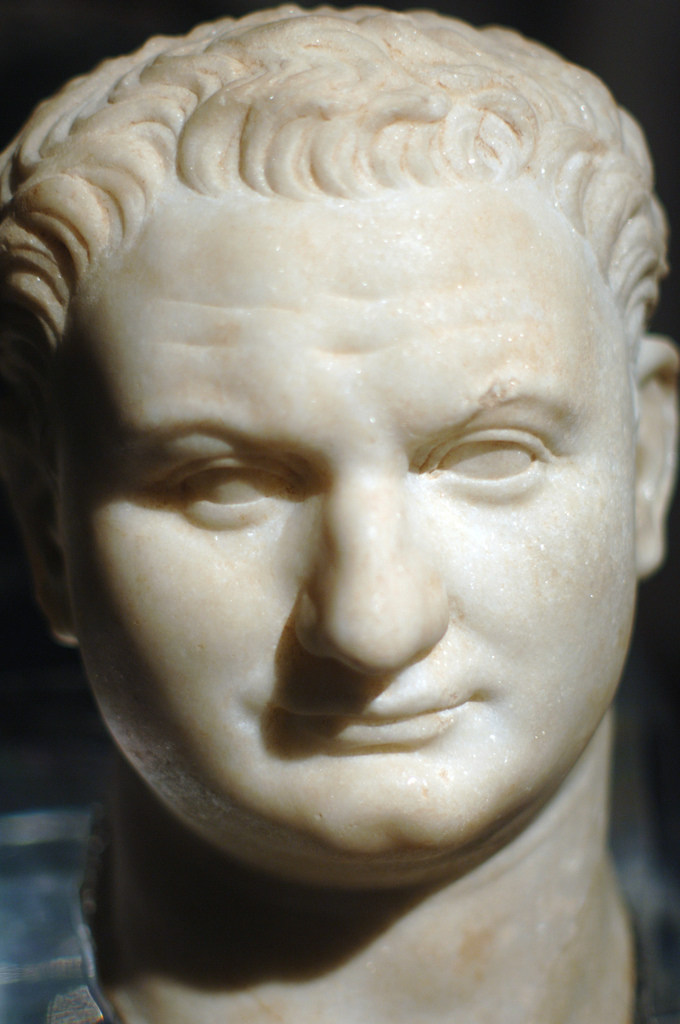
Bust de Titus datat l'any 79

El retorn triomfal de Titus subratlla per comparació la insignificança del paper de Domicià, ja sigui des del punt de vista polític o militar. Com a fill més gran i experimentat de Vespasià, Titus comparteix el poder tribunitià amb el seu pare, rep set consolats, la censura i la prefectura de la Guàrdia Pretoriana, la qual cosa no deixa cap dubte que és designat hereu del tron.  Com a segon fill, Domicià va rebre títols honorífics com Cèsar o Princeps iuventutis, uns quants títols religiosos, com àugur, del Col·legi Pontifici, frater arvalis, magister frater arvalium i sacerdos collegiorum omnium, però cap càrrec amb imperium.
Domicià va ocupar el consolat sis vegades durant el regnat de Vespasià, però només una que era ordinària (l'any 73). Les altres cinc vegades (el 71, el 75, el 76, el 77 i el 79), va ser cònsol sufet, que va tenir menys prestigi, substituint la majoria de les vegades el seu pare o germà cap a mitjans de gener.  Tanmateix, aquestes funcions, encara que honoràries, van permetre a Domicià adquirir una experiència útil dins del Senat.
Diletant, Domicià sovint pren a la lleugera la magistratura que li ofereix el seu pare. Deixa que els seus companys facin la funció o fins i tot els ven als millor postors. Amb humor, Vespasià es sorprèn que el seu germà petit encara no hagi venut el càrrec d'hereu. 
Sembla que Domicià va tenir dificultats per trobar el seu lloc en el marc de les relacions intrafamiliars. En lloc de guanyar-se la simpatia del seu pare, és desagradable amb Cénis, la concubina d'aquest últim. Per la seva banda, Vespasià no amaga la irritació que li fa sentir la indelicadesa del seu fill. Finalment, Domicià va acumulant una autèntica gelosia cap a Titus, un soldat cobert de glòria.
Sota Vespasien i Titus, aquells que no pertanyien a la família Flavia van ser exclosos dels càrrecs importants. Va ser, per exemple, en aquesta època quan el mateix Mucià va desaparèixer del panorama polític –és possible que morís entre el 75 i el 77.  El poder es va concentrar en mans dels flaus i el Senat, afeblit, només en va mantenir l'aspecte.
Titus ja actuant com a coemperador al costat del seu pare, no hi va haver cap canvi radical en la política quan va començar el seu principat a la mort de Vespasià el 23 de juny de 79. Titus va prometre a Domicià que l'associaria plenament amb l'exercici del poder, però no se li va confiar cap poder ni imperium tribuniti durant el seu breu regnat  —que va acabar el 13 de setembre de 81, quan Titus va morir inesperadament durant un viatge als territoris sabins.
Els autors antics van implicar Domicià en la mort del seu germà acusant-lo directament d'assassinat o suggerint que va deixar Titus per mort, fins i tot postulant que no ho va fer, no hauria parat de conspirar obertament. És difícil separar la realitat de la ficció, ja que se sap que les fonts en qüestió són particularment esbiaixades. Tanmateix, és probable que Domicià i Titus no es sentissin molt a prop l'un de l'altre. De fet, a partir dels set anys, Domicià pràcticament va deixar de veure el seu germà.
Sigui quina sigui la naturalesa de la seva relació, Domicià sembla donar poc suport al seu germà moribund: mentre Titus encara s'estava morint, va anar al campament del pretori.  L'endemà, 14 de setembre, el Senat va confirmar els poders de Domicià, atorgant-li el poder tribunitià, el càrrec de Pontífex màxim i els títols ' August i Pater patriae.

## Regnat

### Administració

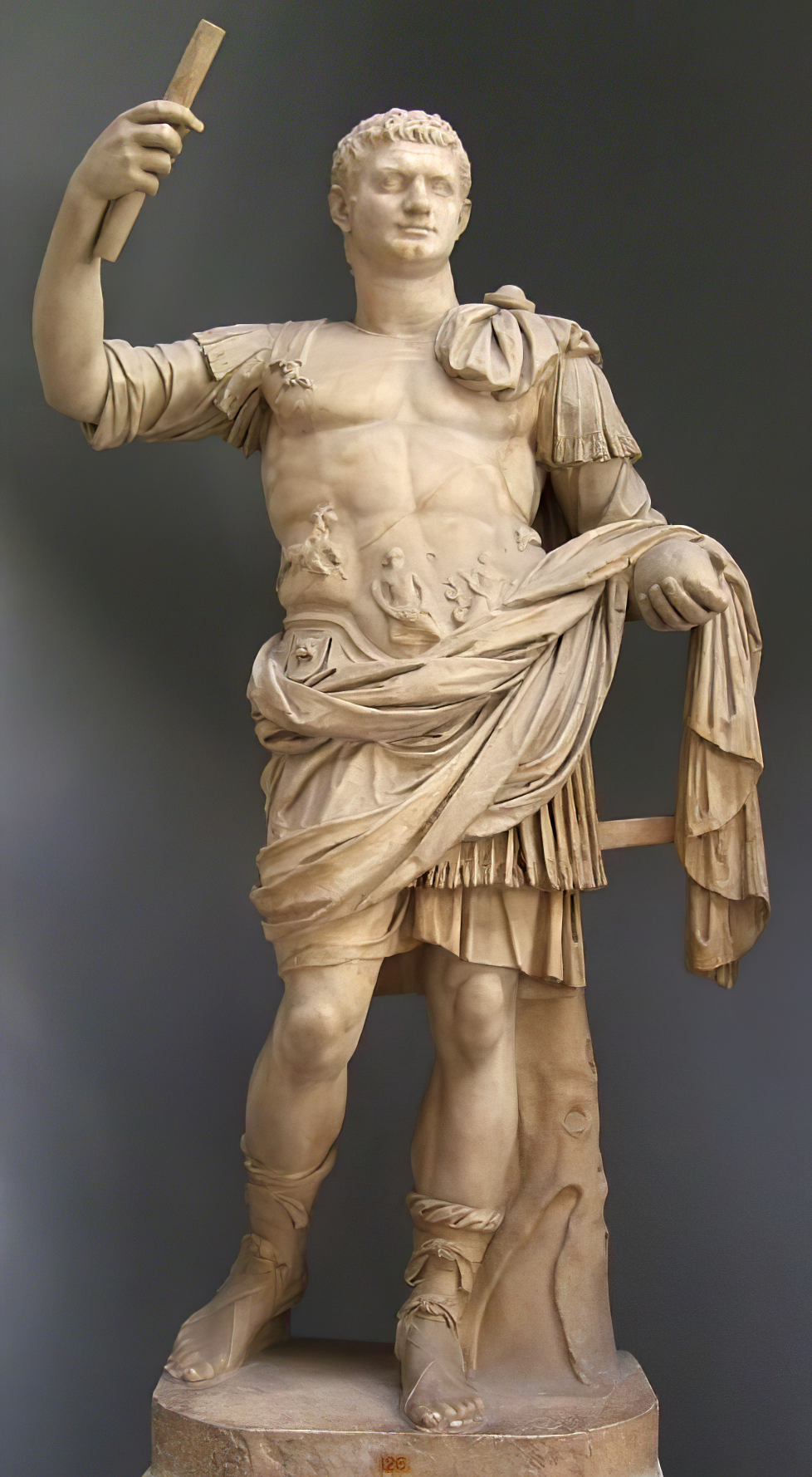
Estàtua de Domicià com a imperator, Museu Vaticà.

Esdevingut emperador, Domicià va administrar els afers de l'estat sense buscar mantenir l'aparença republicana, com van fer el seu pare i el seu germà durant els seus regnats . En traslladar, més o menys oficialment, el centre de poder cap a la cort imperial, Domicià va deixar obertament obsolet el Senat. Des del seu punt de vista, l'Imperi Romà ha de ser governat per una monarquia d'ordre diví al capdavant de la qual es considera un dèspota benèvol.
A més d'exercir el poder polític absolut, Domicià creia que el paper de l'emperador era intervenir en tots els aspectes de la vida quotidiana, com un guia del poble, dotat d'autoritat cultural i moral. Per iniciar una nova era, es va embarcar en ambiciosos programes econòmics, militars i culturals, amb la intenció de restaurar l'esplendor de l'Imperi de l'època d'August.
Malgrat les seves grandioses ambicions, Domicià semblava decidit a governar l'Imperi amb consciència i seriositat. Està implicat en totes les àrees de l'administració: els edictes regulen els més petits detalls de la vida quotidiana, i es reforcen les lleis, els impostos i la moral pública. Segons Suétone, la burocràcia imperial no va ser mai tan eficient com sota Domicià: la seva naturalesa sospitosa i les regles precises que decreta mantenen la corrupció a un nivell molt baix entre els governadors provincials i els magistrats electes, Domicià retira dels tribunals els jurats que han acceptat suborns i té les factures anul·lades quan sospita d'un conflicte d'interessos. Assegurà que els escrits difamatoris, especialment els dirigits contra ell, fossin castigats amb l'exili o la mort. Controla els actors les actuacions dels quals ofereixen oportunitats d'atacar el govern mitjançant la sàtira. També va prohibir les representacions públiques de mims. Domicià també va liderar severes repressions contra astròlegs, sofistes i filòsofs estoics. Cap al 84, el filòsof Dion de Pruse va ser una de les primeres víctimes d'aquesta política, sent condemnat a l'exili. Altres estoics, com Helvidus Priscus o Epictet, van patir la mateixa sort.
Fins i tot si, com a monarca absolut, Domicià no sembla donar cap importància al Senat, expulsa els senadors que considera indignes i, per tant, no afavoreix que els membres de la seva família ocupin alts càrrecs. Aquest comportament contrasta amb el nepotisme practicat per Vespasià i Titus. En el seu repartiment de càrrecs estratègics, Domicià premia sobretot la lleialtat, una qualitat que troba més sovint entre l'orde eqüestre que entre l'orde senatorial o entre els membres de la seva família, que considera sospitosos. No dubta a acomiadar ràpidament els que mostren signes d'oposició a les seves polítiques.
La realitat autocràtica del regnat de Domicià es subratlla encara més pel fet que va passar llargs períodes fora de Roma, com Tiberi . A més, tot i que el Senat ha continuat perdent influència des de la caiguda de la República, sembla que l'autèntica seu del poder ja no és ni tan sols a Roma, sinó més aviat on és l'emperador.. Fins a la finalització de la construcció del palau de Domiciano al Palatí, la cort imperial es trobava a Alba o Circeo, i de vegades encara més lluny de Roma. Domicià va visitar totes les províncies europees i va passar almenys tres anys del seu regnat a Germania o Il·líria, dirigint campanyes militars a les fronteres.

### Política econòmica

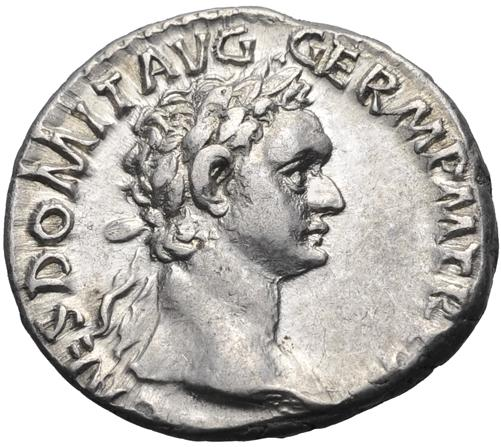
Domicià Pence.

Els ingressos anuals de Domicià s'estimen en 1 200 milions de sestercis, gairebé un terç dels quals es van gastar en el manteniment de l'exèrcit. El programa de reconstrucció de Roma representa la segona despesa més gran. En efecte, en el moment que Domicià va accedir al tron, Roma encara portava les marques de l'incendi del 64, la guerra civil del 69 i l'incendi del 79. La qüestió de si Domicià va sortir de l'Imperi amb deutes o amb bones reserves financeres ha estat àmpliament debatuda. Sembla que Domicià va aconseguir mantenir una economia equilibrada durant gran part del seu regnat.

#### Revaloració de la moneda
Poc després de la seva pujada al tron, Domicià va revaloritzar la moneda romana. Augmenta en 90 la puresa de la plata utilitzada per fer denaris fins al 98 %, passant de 2,87 grams de plata a 3,26 grams. La crisi financera del 85 el va obligar a reduir la taxa de puresa de la plata fins al 93,5 %, o 3,04 grams.
Després d'aquesta devaluació, els nous valors segueixen sent superiors als que van mantenir Vespasià i Titus durant els seus respectius regnats. El rigor de la política fiscal de Domicià va permetre mantenir aquest estàndard durant els onze anys següents. Les monedes encunyades durant aquest període gaudeixen d'una cura especial, especialment pel que fa a la titulació de l'emperador i la qualitat dels retrats del dors.

#### Despeses per a la gent
Per apaivagar el poble romà, Domicià, durant tot el seu regnat, va gastar prop de 135 milions de sestercis en donativa o congiaria. L'emperador actualitzà la pràctica dels banquets públics, que, sota Néron, s'havien reduït a una simple distribució de menjar. Inverteix grans quantitats en entreteniment i jocs. L'any 86, va fundar els Jocs del Capitoli, una competició quadriennal que inclou atletisme, curses de carros i esdeveniments de cant i teatre. El mateix Domicià va finançar els viatges dels competidors –que venien de tot l'Imperi– i va repartir les recompenses. Va innovar en el camp del combat de gladiadors introduint batalles navals, batalles nocturnes i lluites de gladiadors femenins o nans. Finalment, afegeix dues noves faccions d'auriga per a les curses de carros, Gold i Purple.

#### Gran projecte urbanístic
Més que un projecte de reconstrucció, el programa urbanístic de Domicià ha de marcar el coronament d'un gran renaixement cultural a tot l'Imperi. Es van construir, restaurar o completar prop de cinquanta nous edificis monumentals, superant el que s'havia fet des d’August. Entre els monuments més importants de Roma podem citar d'una banda l’Odeon i l'estadi, al Camp de Mart, d'altra banda un immens palau al Palatí, conegut com el Palau Flavi o Palau de Domicià, dissenyat pel arquitecte Rabirius.
Els treballs de restauració més importants realitzats sota Domicien encara a Roma es refereixen al temple de Júpiter al Capitolí, que, de vegades, està cobert de rajoles daurades. L'emperador va completar la construcció del Temple de Vespasià i Titus, l'Arc de Titus i el Colosseu, als quals va afegir un quart pis.

### Política religiosa

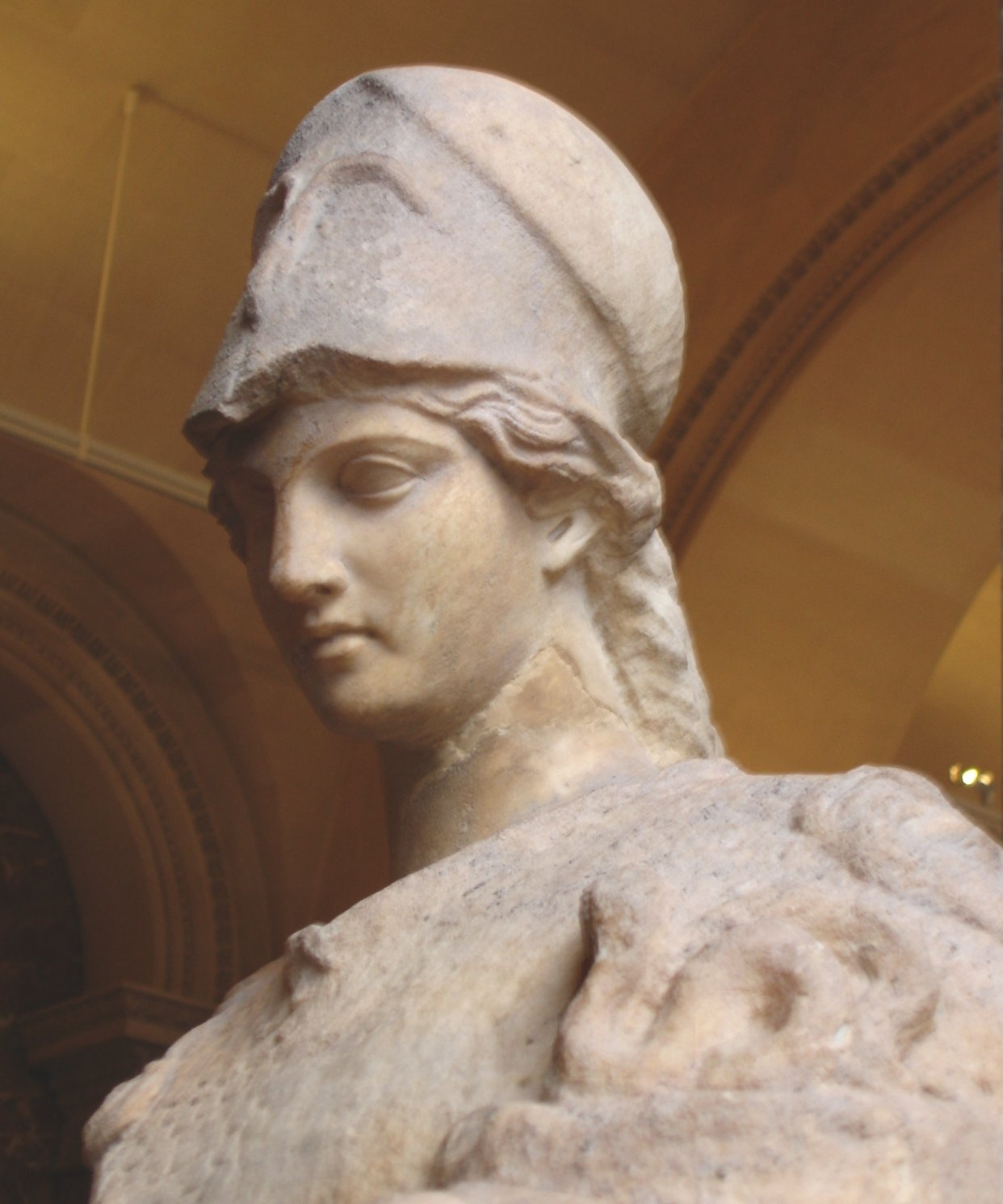
Atenea a la Cista. Atenea-Minerva és la divinitat preferida de Domicià.

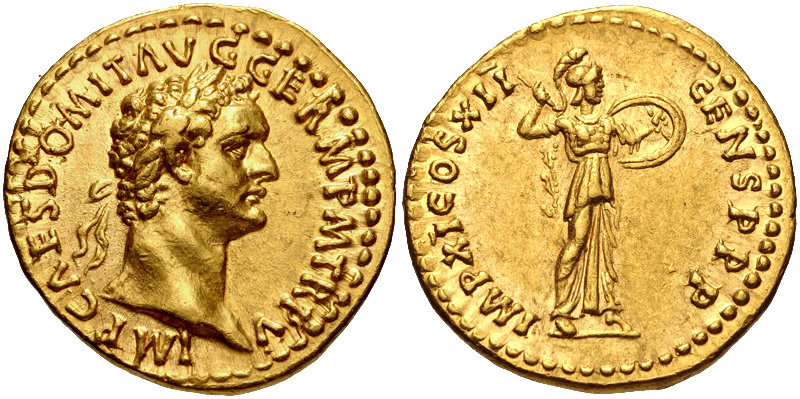
Aureus del 87. Al revers hi ha la representació de Minerva amb armadura brandant una javelina. Als seus peus hi ha un mussol.

Domicià va observar una pràctica rigorosa de la religió tradicional romana i es va assegurar personalment que els costums i la moral antigues fossin respectats durant el seu regnat. Per justificar la naturalesa divina de la dinastia Flàvia, l'emperador va insistir en el vincle privilegiat que l'unia a Júpiter , per exemple restaurant amb grans despeses el temple que li havia dedicat al Capitoli. Una petita capella dedicada a Júpiter Conservador es va construir prop de la casa on es va refugiar Domicià el 20 de  desembre del 69. Més tard durant el seu regnat, la capella original va ser substituïda per un edifici més gran, aquest cop dedicat a Júpiter Custos.
Tanmateix, la divinitat que Domiciano sembla preferir és Minerva. En primer lloc, a les seves dependències, l'emperador va fer instal·lar un altar particular dedicat a aquesta deessa. Aleshores, almenys quatre vegades, apareix el retrat de Minerva a la cara de les monedes. A més, Domicià va fundar una nova legió que portava el seu nom: la legio I Minervia. A més, el fòrum transitorium que havia construït entre el fòrum d'August i el de Vespasià, estava tancat d'un costat per un temple dedicat a aquesta deessa - tanmateix, l'obra no es va acabar a la mort de l'emperador, serà Nerva que inaugurarà l'edifici.
Domicià revifa la pràctica del culte imperial, que havia caigut en desús des de Vespasià. A més, el seu primer acte com a emperador va ser la divinització del seu germà, Titus. Fa el mateix pel seu fill que va morir de jove i per la seva neboda Julia Flavia. Segons Suetoni i Dió Cassius, l’emperador es va donar oficialment el títol de Dominus et Deus ,, però els seus escrits s'han de prendre amb precaució perquè Domicià no va utilitzar el títol de Dominus durant el seu regnat, ja sigui als documents trobats o a les monedes. És més probable que aquest títol s'utilitzi realment, però com una forma d'adulació, amb l'esperança d'aconseguir el favor imperial.
Per consolidar el culte de la família imperial, Domicià va construir un mausoleu dinàstic al lloc de la residència oficial de Vespasià, al Quirinal, i va ampliar el temple dedicat al divin Vespasià i Tito, al Fòrum Romà. Per immortalitzar els èxits militars dels Flavis, va fer construir el Templum Divorum i el Templum Fortuna Redux, i l'Arc de Titus acabat.
Aquestes obres representen només la part tangible de la política religiosa de Domicià, que també es tradueix en l'enfortiment de les lleis relatives als rituals i la moral pública. L'any 85, es va batejar censor perpetuus, funció que consistia a vetllar pel respecte a les tradicions romanes. Domicià va acomplir aquesta tasca amb consciència i minuciositat. Renova la Lex Iulia de Adulteriis Coercendis que castiga l'adulteri amb l'exili. Entre la llista de víctimes de la intransigència de Domicià, incloem un cavaller que s'havia divorciat de la seva dona i s'havia tornat a casar amb ella, o un antic qüestor a qui va expulsar del Senat per haver fet un espectacle.
Les religions estrangeres són tolerades sempre que no pertorbin l'ordre públic ni intentin assimilar-se a la religió tradicional romana. Sota els flaus, el culte a les divinitats egípcies va tenir un gran èxit entre la població, en particular el de Sarapis i Isis, identificats respectivament amb Júpiter i Minerva.
Els escrits d’Eusebi de Cesarea, datats segle iv, asseguren que jueus i cristians van patir una severa persecució cap al final del regnat de Domicià, l'època en què hauria estat composta l'Apocalipsi de Joan. No obstant això, encara que els jueus estaven gravats sota Domicià, cap font contemporània esmenta judicis o execucions per motius religiosos, excepte els delictes contra la religió romana.